# بمب‌گذاری ۱۳۸۸ زاهدان
بمب‌گذاری ۱۳۸۸ در زاهدان روز ۷ خرداد همزمان با برگزاری نماز جماعت مغرب و عشا در مسجد «علی بن ابی‌طالب» که از مساجد شیعه در استان سیستان و بلوچستان است، روی داد. ۲۰ ایرانی از جمله افراد عضو سپاه پاسداران و بسیج و افراد غیرنظامی، ۳ کودک و یک افغانستانی در این انفجار کشته شده و ۱۲۵ نفر دیگر زخمی شده‌اند. بمب دیگری نیز توسط پلیس در نزدیکی مسجد خنثی شد. این انفجار هم‌زمان با سالگرد درگذشت دختر پیامبر اسلام، فاطمه زهرا که در ایران تعطیل رسمی است، صورت گرفت.
این انفجار دومین حمله تروریستی در ایران پس از درگیری‌های دههٔ ۱۳۶۰ میان سازمان مجاهدین خلق و جمهوری اسلامی ایران است. اولین حمله تروریستی توسط عبدالمالک ریگی در یکی از پادگان‌های نیروی انتظامی در سال ۱۳۸۷ هم‌زمان با ماه محرم انجام شد.
ساعاتی پس از این رویداد استاندار استان سیستان و بلوچستان از دستگیری یک «تیم تروریستی» که قصد خروج از کشور را داشته‌اند، خبر داد.
گروهک جندالله یک روز پس از این رویداد مسئولیت انفجار را بر عهده گرفت. عبدالرئوف ریگی سخنگوی این گروهک در تماس با دفتر تلویزیون العربیه در پاکستان گفت که انفجار توسط این سازمان صورت گرفته است. همزمان این سازمان طی اطلاعیه‌ای مدعی شد که یک سرهنگ سپاه قدس بنام غلام‌رضا خوش‌نظر را ربوده‌است. سخنگوی جندالله همچنین مدعی شده‌است که افراد حاضر در مسجد از سران سپاه پاسداران انقلاب اسلامی بودند که برای یک دیدار سرّی در این مسجد گرد هم آمده بودند. دو روز پس از این رخداد ۳ مرد متهم به دخالت این انفجار اعدام شدند.
ایران، آمریکا و اسرائیل را متهم به مشارکت در این انفجار کرد ولی دولت آمریکا ضمن رد دخالت در اقدامات تروریستی در ایران، این انفجار را محکوم کرد. بان کی مون دبیر کل وقت سازمان ملل نیز این انفجار را محکوم کرد. این انفجار در آستانه انتخابات ریاست جمهوری و اندکی پس از مانور نیروی انتظامی در استان سیستان و بلوچستان روی داد.